# 阿拉索亚巴达塞拉
阿拉索亚巴达塞拉是巴西圣保罗州的一个市镇。总面积255.55平方公里，总人口23713人，人口密度92.8人/平方公里。